# US Open 2000 (tennis)
De 120e editie van het Amerikaanse grandslamtoernooi, de US Open 2000, werd gehouden van 28 augustus tot en met 10 september 2000. Voor de vrouwen was het de 114e editie. Het toernooi werd gespeeld op het terrein van het USTA Billie Jean King National Tennis Center, gelegen in Flushing Meadows in het stadsdeel Queens in New York.

## Belangrijkste uitslagen

### Volwassenen
Mannenenkelspel

Finale: Marat Safin won van Pete Sampras met 6-4 6-3 6-3
Vrouwenenkelspel

Finale: Venus Williams won van Lindsay Davenport met 6-4 7-5
Mannendubbelspel

Finale: Lleyton Hewitt en Maks Mirni wonnen van Ellis Ferreira en Rick Leach met 6-4 5-7 7-65
Vrouwendubbelspel

Finale: Julie Halard-Decugis en Ai Sugiyama wonnen van Cara Black en Jelena Lichovtseva met 6-0 1-6 6-1
Gemengd dubbelspel

Finale: Arantxa Sánchez Vicario en Jared Palmer wonnen van Anna Koernikova en Maks Mirni met 6-4 6-3

### Junioren
Meisjes enkelspel

Finale: María Emilia Salerni (Argentinië) won van Tetjana Perebyjnis (Oekraïne) met 6-3, 6-4
Meisjes dubbelspel

Finale: Gisela Dulko (Argentinië) en María Emilia Salerni (Argentinië) wonnen van Anikó Kapros (Hongarije) en Christina Wheeler (Australië) met 3-6, 6-2, 6-2
Jongens enkelspel

Finale: Andy Roddick (VS) won van Robby Ginepri (VS) met 6-1, 6-3
Jongens dubbelspel

Finale: Lee Childs (UK) en James Nelson (UK) wonnen van Tres Davis (VS) en Robby Ginepri (VS) met 6-2, 6-4
1881 · 1882 · 1883 · 1884 · 1885 · 1886 · 1887 · 1888 · 1889 · 1890 · 1891 · 1892 · 1893 · 1894 · 1895 · 1896 · 1897 · 1898 · 1899 · 1900 · 1901 · 1902 · 1903 · 1904 · 1905 · 1906 · 1907 · 1908 · 1909 · 1910 · 1911 · 1912 · 1913 · 1914 · 1915 · 1916 · 1917 · 1918 · 1919 · 1920 · 1921 · 1922 · 1923 · 1924 · 1925 · 1926 · 1927 · 1928 · 1929 · 1930 · 1931 · 1932 · 1933 · 1934 · 1935 · 1936 · 1937 · 1938 · 1939 · 1940 · 1941 · 1942 · 1943 · 1944 · 1945 · 1946 · 1947 · 1948 · 1949 · 1950 · 1951 · 1952 · 1953 · 1954 · 1955 · 1956 · 1957 · 1958 · 1959 · 1960 · 1961 · 1962 · 1963 · 1964 · 1965 · 1966 · 1967
↓ open tijdperk ↓
1968 (m-v-md-vd-gd) ·
1969 (m-v-md-vd-gd) ·
1970 (m-v-md-vd-gd) ·
1971 (m-v-md-vd-gd) ·
1972 (m-v-md-vd-gd) ·
1973 (m-v-md-vd-gd) ·
1974 (m-v-md-vd-gd) ·
1975 (m-v-md-vd-gd) ·
1976 (m-v-md-vd-gd) ·
1977 (m-v-md-vd-gd) ·
1978 (m-v-md-vd-gd) ·
1979 (m-v-md-vd-gd) ·
1980 (m-v-md-vd-gd) ·
1981 (m-v-md-vd-gd) ·
1982 (m-v-md-vd-gd) ·
1983 (m-v-md-vd-gd) ·
1984 (m-v-md-vd-gd) ·
1985 (m-v-md-vd-gd) ·
1986 (m-v-md-vd-gd) ·
1987 (m-v-md-vd-gd) ·
1988 (m-v-md-vd-gd) ·
1989 (m-v-md-vd-gd) ·
1990 (m-v-md-vd-gd) ·
1991 (m-v-md-vd-gd) ·
1992 (m-v-md-vd-gd) ·
1993 (m-v-md-vd-gd) ·
1994 (m-v-md-vd-gd) ·
1995 (m-v-md-vd-gd) ·
1996 (m-v-md-vd-gd) ·
1997 (m-v-md-vd-gd) ·
1998 (m-v-md-vd-gd) ·
1999 (m-v-md-vd-gd) ·
2000 (m-v-md-vd-gd) ·
2001 (m-v-md-vd-gd) ·
2002 (m-v-md-vd-gd) ·
2003 (m-v-md-vd-gd) ·
2004 (m-v-md-vd-gd) ·
2005 (m-v-md-vd-gd) ·
2006 (m-v-md-vd-gd) ·
2007 (m-v-md-vd-gd) ·
2008 (m-v-md-vd-gd) ·
2009 (m-v-md-vd-gd) ·
2010 (m-v-md-vd-gd) ·
2011 (m-v-md-vd-gd) ·
2012 (m-v-md-vd-gd) ·
2013 (m-v-md-vd-gd) ·
2014 (m-v-md-vd-gd) ·
2015 (m-v-md-vd-gd) ·
2016 (m-v-md-vd-gd) ·
2017 (m-v-md-vd-gd) ·
2018 (m-v-md-vd-gd) ·
2019 (m-v-md-vd-gd) ·
2020 (m-v-md-vd) ·
2021 (m-v-md-vd-gd) ·
2022 (m-v-md-vd-gd) ·
2023 (m-v-md-vd-gd)  ·
2024 (m-v-md-vd-gd)
Lijst van US Openwinnaars